# Eastern Basketball Association 1976-1977
La stagione EBA 1976-77 fu la 31ª della Eastern Basketball Association. Parteciparono 7 squadre in un unico girone.
Rispetto alla stagione precedente si aggiunsero gli Hartford Downtowners e i Syracuse Centennials. Gli Hazleton Bullets si spostarono durante la stagione a Asbury Park, nel New Jersey, cambiando nome in Shore Bullets. I Wilkes-Barre Barons, si spostarono a Brooklyn diventando i Brooklyn Pros, salvo ritornare di nuovo a Wilkes-Barre, con la vecchia denominazione prima del termine del campionato. I Long Island Sounds e i Trenton Capitols scomparvero. I Syracuse Centennials non terminarono la stagione e vennero classificati all'ultimo posto.

## Squadre partecipanti
- Allentown Jets
- Brooklyn Pros/ Wilkes-B. Barons
- Hartford Downt.
- Hazleton Bullets/ Shore Bullets
- Lancaster R. Roses
- Scranton Apollos
- Syracuse Centen.

## Classifica
| Squadra                           | V  | P  | %    | GB   |
| --------------------------------- | -- | -- | ---- | ---- |
| Allentown Jets                    | 21 | 5  | 80,8 | -    |
| Scranton Apollos                  | 20 | 6  | 76,9 | 1    |
| Lancaster Red Roses               | 12 | 10 | 54,5 | 7    |
| Brooklyn Pros/Wilkes-Barre Barons | 8  | 10 | 44,4 | 9    |
| Hartford Downtowners              | 5  | 19 | 20,8 | 15   |
| Hazleton Bullets/Shore Bullets    | 3  | 18 | 14,3 | 15,5 |
| Syracuse Centennials              | 8  | 9  | 47,1 |      |

## Play-off

### Finale
|  | Allentown Jets | 124 – 123 | Scranton Apollos |  |

|  | Scranton Apollos | 139 – 128 | Allentown Jets |  |

|  | Scranton Apollos | 127 – 123 | Allentown Jets |  |

|  | Scranton Apollos | 102 – 101 | Allentown Jets |  |

## Vincitore
| Campione EBA 1977            |
| ---------------------------- |
| Scranton Apollos (3º titolo) |

## Premi EBA
- EBA Most Valuable Player: Charlie Criss, Scranton Apollos
- EBA Coach of the Year: Stan Novak, Scranton Apollos
- EBA Rookie of the Year: Major Jones, Allentown Jets
- EBA Playoff MVP: Ron Haigler, Scranton Apollos